# Mirza Djabbar Mammadzadeh
 (juin 2023).
Mirza Djabbar Mammadzadeh (en azéri: Mirzə Cabbar Mirzə Abbas oğlu Məmmədzadə; né le 20 janvier 1882 à Erevan, Empire Russe et mort  le 3 janvier 1938 à Bakou, SSR d’Azerbaïdjan, USSR) est un docteur en sciences pédagogiques, professeur (1937), député de la première convocation du Parlement de la République d'Arménie. Il est le fils de Mirza Abbas Mahammadzade et le père de Jalal Mammadov.

## Biographie
Mirza Djabbar Mammadzadeh est née dans la famille de Mirza Abbas, un enseignant populaire connu sous le surnom de "persan Abbas". Il reçoit un enseignement à domicile, puis il étudie au séminaire des enseignants d'Erevan. Après avoir obtenu son diplôme du séminaire en 1902, Mirza Jabbar passe un examen externe à ce séminaire et reçoit un certificat d'enseignant. À partir de septembre 1902, il travaille comme enseignant à l'école de Nehram. En 1903, il va enseigner à l'école Gamarli, et en 1904 à l'école Imanshali. De 1905 au 1er septembre 1906, il est surveillant de l'école Gamarli.
Jusqu'au 19 janvier 1913, il travaille comme professeur de langue azerbaïdjanaise au Séminaire des enseignants d'Erevan.
Le 1er septembre 1906, il est invité à l'école préparatoire privée ouverte par Ibadulla bey Mughanlinski à Erevan en tant que professeur de langue russe et de mathématiques.
Trois livres compilés par lui sont publiés : Livre de la langue turco-azerbaïdjanaise (Iravan, 1913), Une formule utile pour les Turcs azerbaïdjanais pour apprendre à lire, écrire et parler russe (Iravan, 1913), Samouchitel russkogo yazika dlya persiyan (Tbilissi, 1917).
En 1920, après l'occupation de l'Arménie par les bolcheviks, Mirza Djabbar retourne à Erevan. À la fin de cette année, il a déménagé avec sa famille d'Erevan à Bakou, où il a poursuivi ses activités d'enseignement à l'université d'État d'Azerbaïdjan, à l'Institut pédagogique d'Azerbaïdjan et à l'Institut coopératif d'Azerbaïdjan. En plus d'écrire des poèmes, il a mené des recherches sur la linguistique et a écrit un manuel intitulé Méthodologie d'enseignement de la langue azerbaïdjanaise. Dans les années 1920, il était l'auteur-compilateur de vingt manuels pour les écoles primaires et secondaires en langues azerbaïdjanaise et russe seules et conjointement. Il est élu au poste de chef du département, professeur associé à l'Institut coopératif d'Azerbaïdjan. En 1935, il reçoit le titre de candidat ès sciences et professeur de langue et littérature, et en 1937, il reçoit le titre de docteur ès sciences. Il est le professeur d'Asad Sheikhzadeh, Magsud Mammadov, des académiciens Mustafa Toptchubachov, Heydar Huseynov, du professeur Aziz Aliyev et d'autres personnalités éminentes.
En octobre 1937, lui et les membres de sa famille sont arrêtés. Il est accusé et abattu selon le dossier d'enquête no 12493. Sa femme et sa fille sont exilées. Il est acquitté en 1957.

## Mémoire
Une rue porte le nom de Mirza Djabbar Mammadzadeh dans le quartier Yasamal de la ville de Bakou.